# 保羅史密斯 (紐約州)
保羅史密斯（英語：Paul Smiths）是位於美國紐約州富蘭克林縣的普查規定居民點。

## 人口
根據2020年美國人口普查的數據，保羅史密斯的面積為1.02平方千米，當中陸地面積為0.67平方千米，而水域面積為0.35平方千米。當地共有人口411人，而人口密度為每平方千米402.94人。